# Chiến dịch Dragoon
Chiến dịch Dragoon (tên ban đầu là Anvil) là mật danh cho chiến dịch đổ bộ của quân Đồng Minh vào Provence (miền Nam nước Pháp) vào ngày 15 tháng 8 năm 1944. Ban đầu, chiến dịch được lên kế hoạch đồng thời với Chiến dịch Overlord (cuộc đổ bộ của quân Đồng minh ở Normandy), nhưng việc thiếu các nguồn lực sẵn có đã khiến nó bị hủy bỏ. Đến tháng 7 năm 1944, lực lượng Đồng Minh bắt đầu xem xét lại việc thực hiện kế hoạch, bởi vì các cảng ở Normandy hiện đang bị tắc nghẽn và không có khả năng cung cấp đầy đủ cho lực lượng Đồng Minh. Đồng thời, Bộ Tư lệnh tối cao quân lực Pháp cũng thúc đẩy sự hồi sinh của chiến dịch bằng việc cho phép một lượng lớn binh lính Pháp tham chiến. Chiến dịch được phê duyệt vào tháng 7 để xúc tiến thực hiện vào tháng 8.
Mục tiêu của cuộc đổ bộ là bảo đảm an toàn cho các cảng quan trọng trên bờ Địa Trung Hải của Pháp và gia tăng áp lực lên lực lượng Đức bằng cách mở một mặt trận khác. Sau một số chiến dịch biệt kích sơ bộ, Quân đoàn VI của Mỹ đã đổ bộ vào các bãi biển ở Côte footzur dưới lá chắn của một lực lượng đặc nhiệm hải quân lớn, hỗ trợ bởi một số sư đoàn của Quân đoàn B (Pháp). Họ bị phản công bởi rải rác các lực lượng thuộc Tập đoàn quân G của Đức, vốn đã bị suy yếu do việc di chuyển nhiều sang các mặt trận khác và bị thay thế bởi lực lượng "hạng ba" là Ostlegionen, vốn chỉ trang bị các thiết bị lạc hậu.  
Với việc quân Đồng minh làm chủ hoàn toàn vùng trời cộng với hàng loạt cuộc nổi dậy quy mô lớn của quân Kháng chiến Pháp nổ ra khắp nơi, các lực lượng "hạng ba" của Đức nhanh chóng bị đánh bại. Người Đức buộc phải rút quân về phía bắc qua thung lũng Rhône nhằm thiết lập một phòng tuyến ổn định hơn tại Dijon. Tuy vậy, các đơn vị tác chiến lưu động phe Đồng Minh vẫn bắt kịp, phần nào chặn đứng tuyến đường rút chạy của quân Đức tại thị trấn Montélimar.Trận chiến sau đó đi vào bế tắc khi không bên nào đạt được bước đột phá quyết định, để rồi quân Đức cuối cùng cũng có thể hoàn thành việc rút lui khỏi thị trấn. Khi quân Đức đang rút lui, người Pháp nhân cơ hội đó tranh thủ chiếm lại các hải cảng quan trọng ở Marseille và Toulon, đưa chúng vào hoạt động ngay sau đó.
Người Đức sau đó không thể giữ Dijon và ra lệnh rút quân hoàn toàn khỏi miền Nam nước Pháp. Tập đoàn G bị quân Đồng minh truy đuổi khi đang rút lui về phía bắc. Cuộc chiến cuối cùng kết thúc ở dãy núi Vosges, nơi Tập đoàn G cuối cùng cũng có thể thiết lập một tuyến phòng thủ ổn định. Sau cuộc họp với các đơn vị Đồng Minh trở về từ Normandy, các lực lượng Đồng minh thống nhất rằng họ cần tổ chức lại lực lượng. Ngày 14 tháng 9, sau thời gian dài đối mặt với sự kháng cự mãnh liệt của quân Đức, quân Đồng Minh quyết định dừng tấn công. Chiến dịch kết thúc với phần thắng thuộc về phe Đồng Minh. Thắng lợi này ghi dấu ấn chiến lược rất lớn khi vỏn vẹn chỉ trong bốn tuần lễ, họ đã giải phóng hầu hết miền Nam nước Pháp trong khi gây thương vong nặng nề cho lực lượng Đức, mặc dù một phần đáng kể các đơn vị tốt nhất của Đức có thể đã trốn thoát. Các quân cảng do Pháp chiếm cứ sau đó Pháp được đưa vào hoạt động, cho phép quân Đồng Minh giải quyết vấn đề tiếp tế ngay sau đó.